# ألين مونرو
ألين مونرو هو مصرفي وسياسي أمريكي، ولد في 10 مارس 1819، وتوفي في 6 أكتوبر 1884. نشط حزبياً في الحزب الجمهوري. وقد انتخب عضو جمعية ولاية نيويورك ‏ وانتخب عضو مجلس ولاية نيويورك ‏.